# Дуорфи-Стейн
Дуорфи-Стейн (англ. Dwarfie Stane — букв. «камень карлика» на шотландском диалекте английского языка) — мегалитический могильник рубежа 2-3 тысячелетия до н. э., вырезанный из гигантского цельного блока красного известняка. Расположен в ледниковой долине на острове Хой в Оркнейском архипелаге в Шотландии.
Изначально каменная плита блокировала вход в могилу с западной стороны, однако в настоящее время она лежит на земле перед могильником. Могильник состоит из входного коридора с камерой, расположенной в северной и южной стенах.
Памятник уникален для северной Европы, однако имеет аналоги среди могил неолита или бронзового века в Средиземноморье.
Размеры камня: длина 8,5 метра, ширина 4,5 метра, высота 1,5 метра (размеры могут варьироваться с точностью до полуметра в зависимости от точки замера). Вход представляет собой квадрат стороной чуть менее метра, вырезанный в западной стене камня.